# Италиански регионални маски
Италия е богата на регионални карнавални маски от различен произход: те са родени от кукления театър, от Комедия дел арте, от архаичните традиции или са специално проектирани като символи на карнавалните празненства в различни градове.
Общоприето е, че маските, шумът, цветът и врявата първоначално са били предназначени да прогонят силите на мрака и зимата и да проправят пътя за настъпването на пролетта.

## Регионални карнавални маски

### Абруцо
В Абруцо официалната маска на региона е Фрапиля, който успява да измами дори дявола, но все още носи знаците от пътуването си към Ада. Друга маска е Патанело от Франкавила ал Маре.

### Базиликата
Базиликата има маски, свързани с архаични и селски традиции, понякога свързани с характера на дивия човек. Зооморфните маски на Бика и Кравата се появяват по време на карнавала на Трикарико. Типични за карнавала в Сатриано са особено специфичните Румит – вид самоходни дървета, които идват от гората и нахлуват в града, Урс и Пост. Кампаначи вместо това са характерни за карнавала в Сан Мауро Форте и за карнавала в Монтескальозо. В този последен център, сред многото маски, са и quaremma, cucibocca, u' zembr, u' fus'  (или "la parca") и  'u zit' и  'a zita. В Лавело традиционната маска е "Pett’la ‘ngôule", докато традицията иска групите да бъдат маскирани с Домино, за предпочитане черно на цвят, както повелява традицията и както свидетелстват древните писмени текстове, но също така червено или синьо.
- Румит
- Урс
- Quares'm
- Крава и бик

### Калабрия
В Калабрия маската е Джангурголо, който от една страна осмива хората, подражаващи на „испаноподобните" сицилиански рицари, но също така има различни черти, свързани с легенда от Катандзаро. В нея той смело се бори срещу испанската окупация и пътува с театрална каравана, в която заедно с част от приятелите си поставя сатирични представления, подбуждащи народа към бунт. Това е маска от Комедия дел арте.
- Джангурголо

### Кампания
В Кампания е неаполитанската маска на Пулчинела, която е символ на италианския карнавал навсякъде, заедно с Арлекино. Тя олицетворява неаполитанския характер във всичките му аспекти, положителни и отрицателни. От Комедия дел арте Пулчинела преминава към кукления театър, в който се превръща в един от най-важните герои – архетип на жизненост, непокорна и непочтителна антигероиня, справяща се с несгодите на ежедневието. Някои проследяват произхода ѝ до Ателана – комедиен жанр от предримска Кампания, който след това се разпространява в Рим.

Маските Тарталя, Скарамуш и Ковиело, също маски от Комедия дел арте, както и маската на карнавала в Сарно, Алезио също са от Кампания. Типични за карнавала в Теора са squacqualacchiu.
- Пулчинела
- Тарталя
- Скарамуш
- Ковиело

### Емилия-Романя
Най-известната маска на Емилия-Романя, която се оформя в Комедия дел арте, е болонската на Дотор Баландзоне, педантичен и самонадеян доктор по право. Маските, произхождащи от кукления театър, също са от регионалната столица: Фаджолино, остроумен и предприемчив слуга, съпругата му Бризабела, неговият приятел Сганапино, страшен и наивен, и Флема. От провинция Болоня, от друга страна, са Бертолдо, способен да отвърне само със същото и да се спаси от неприятности с измама и лудории, синът му Бертолдино и съпругата му Марколфа, идващи от Сан Джовани ин Персичето, както и Барбаспен от Пиеве ди Ченто.
В Ченто, в района на Ферара, е роден Тази.
От Модена са Сандроне със съпругата си Пулония и сина им Сгоргигуело, от Мирандола са Мирандолина (главна героиня на комедията La locandiera от Карло Голдони), придружена от двора на Княжество Франчакорта.
В Пиаченца има четири маски: Vigion –  карикатура на хората от Пиаченца на Апенините, Tulein Cücalla – градският обущар и съответните им съпруги Чезира и Лурейнса. Карнавалните паради на Апенините в Пиаченца да водени от маска с нехармоничен и неудобен вид, наречена U brüttu (Грозният) или A Bestra (Звярът).
Типичната маска на Парма е Al Dsèvod (Безвкусният): облечен в жълто-син кариран костюм, той представлява слуга на местната аристокрация.
От Кастелнуово ди Сото е Cstlein.
- Доктор Баландзоне

### Фриули-Венеция Джулия
Във Фриули-Венеция Джулия алпийските карнавали са типични за региона с маските на Блумари (в Пулферо), Maschkar и Jutalan (в Тимау), te lipe bile maskrire („красиви маски“, в Резия); в Саурис демоничните babaci или kukaci, Scheintena schembln и Scheana schembln. Фигурата на пуст е широко разпространена в цял Фриули. В Джулия е типичната маска на Монфалконе: Сиор Андзолето Постиер.

### Лацио
Римска маска, известна в цяла Италия, която е Ругантино, която има различни еволюции и която олицетворява типичния римлянин; първоначално е марионетка. Тя вдъхновява добре позната музикална комедия. Към нея се присъединяват Нина и Мео Патака, първоначално от народния театър. И трите маски, но също и неаполитанската Пулчинела и генерал Манаджа Ла Рока са типични маски на Римския карнавал, някога незабравимо събитие от Гран-тур, която младите европейски пътници извършват в Италия. Селската маска е тази на Браванте – смел, самохвалко и хитър бандит, създадена от художника Джан Карло Рикарди.
- Мео Патака
- Браванте

### Лигурия
Като цяло маската на капитан Спавента от Комедия дел арте се отнася за Лигурия, но генуезките маски на Бачича дела Радича и неговия доверен приятел Баруда, родени като марионетки, също са типични. Други важни регионални маски са Чичолин (от Савона), Бечанчин (от Лоано), Нуварин (от Кайро Монтеноте) и Bacì l'Inciaštru (от Пиеве ди Теко).

### Ломбардия
В Ломбардия добре познатият символ на Милано е маската от Комедия дел арте Менегино, придружен от съпругата си Чека ди Берлингит. Белтраме е друга миланска маска с по-древен произход.
Ломбардия е дом на известния Арлекино, символ, заедно с неаполитанската Пулчинела, на италианския карнавал; подобно на Бригела, това е маска от Комедия дел арте и първоначално е от Бергамо.

Трябва също да се споменат bej (красивите), brutt (грозните) и Sapor (дивакът) от Скиняно, Джопино, Бергамо, Gagèt col sò uchèt, от Крема, Тарилазу – от 1983 г. маска на Бусто Арсицио, и (от 1956 г.) Пин Джиромета от Варезе. Типичен за карнавала в Кастел Гофредо от 1872 г. е крал Ньоко, докато balarì и mascher характеризират карнавала в Баголино.
- Менегино
- Чека
- Арлекино
- Бригела
- Крал Ньоко
- Балари

### Марке
Регион като Марке, в който всеки малък град има независим характер като град, има типични маски за всяка област.
Мошолино – символ на карнавала в Анкона, се присъединява към традиционните маски Папаняко – селянин, който бичува развратните обичаи на града, и Бурландото – митнически пазач и следователно контролиращ стоките, които фермерите внасят в града. Тези две маски са създадени през 19 век от едноименните марионетки, които са били герои на представления, давани в малки пътуващи театри. По-специално Бурландото носи името си от името, с което хората презрително се обръщат към помощниците, посветени на папството, по време на десетилетието на австрийската окупация (1849-1859).
Rabachen ("шум") и неговият спътник Cagnèra ("караница") са маските на карнавала в Пезаро от 1874 г.; единият се характеризира с високия цилиндър, другата с воала, който изцяло покрива лицето и безбройните панделки, които украсяват роклята.
Guazzaró е маската, носена по време на карнавала в Офида, произлизаща от работните дрехи, които фермерите са използвали за почистване на бъчвите: бяло платнено расо с червена носна кърпа около врата.
Маската на карнавала в Асколи Пичено е lu sfrigne – весел продавач на херинги, висящи от чадър, облечен в дрехите на просяк .
Във Фермо традиционната маска е Менгоне Торчиколи, който се появява през 1816-1859 г.; той е представян като брат на Барточо, умбрийска маска.

Характерната маска на карнавала във Фано е Вулон, който окарикатурява всички самохвалци и суетни хора. Според легендата произхожда от практиката на Наполеон Бонапарт да обнародва своите закони с едикти, чиито първи думи са Nous Voulons („ние искаме“). Създадена е през 1951 г. от художника Мелкиоре Фучи.
- Мошолино (Анкона)
- Папаньоко (Анкона)
- Рабачен и Каниера (Пезаро)
- Вулон (Фано)

### Молизе
Молизе е регион, където традиционните маски са свързани с архаичен фолклор и повечето от маските са свързани с фигурата на дивия човек. Тримата духчета-монаси, които държат дявола от Туфара и Торо във вериги и двете Пулчинели-смърт, които го придружават, размахвайки меч, скачайки и крещейки. Човекът-мечка от Йелси внезапно излиза от гората близо до града, но е заловен и принуден да танцува под музиката на импровизирани играчи от смел укротител. Не трябва да се забравят "ru Brutt", "ru Biell" и "la Santa Monna", типични маски за Макиагодена.

Карнавалът в Кастелнуово ал Волтурно включва Човека-елен, Жената-елен, Мартино, Ловеца, Маоне и Янари-те.
- Звероукротителят и мечокът

### Пиемонт
Една от най-известните италиански маски е родена в Пиемонт: Джандуя, винаги придружаван от съпругата си Джакомета; и двете се смятат за символи на Торино и първоначално са марионетки.

Пиемонтски маски също са съпрузите Стевулин дла Плизера и Мажутин дьол Пампардю от карнавала в Сантия, Галяудо Аулари – средновековен исторически персонаж, който става карнавалната маска на Алесандрия, крал Бискотино и кралица Кунета – символи на икономическото благополучие на град Новара, Бичолано и Бела Маин – фигури, с които идеалите са исторически свързани като бунта срещу злоупотребите и отхвърлянето на потисничеството, които са се превърнали в емблема на карнавала във Верчели, както и Виолета – главна фигура на историческия карнавал в Ивреа и Кралица Папета и граф Тицони – исторически герои на карнавала в Крешентино, родени от древна легенда, базирана на истински събития. Освен това много други пиемонтски градове и градове са оборудвани с чифт „градски“ маски: например в Биела има Gipin и Catlin-a, в контраст с Баби – жаба, която символизира съперничещия град Верчели. Типичните маски на алпийските карнавали също са широко разпространени в Пиемонтските Алпи: мечки, вълци и диви хора.
- Джандуя

### Пулия
В Пулия сред най-известните карнавални маски е Фаринела от карнавала в Путиняно – шут с многоцветна карирана дреха.
В Корато от края на 19 век и началото на 20 век има стари приказки и двете маски „U' Panzone” (Панцоне) и „La Vecchiaredd” (Векиерела). „U' Panzone“ е алегория на надменно показно богатство и фалшива щедрост, докато Векиерела е най-старата маска и може би е внесена от неаполитанската карнавална традиция. Друга традиционна маска, изчезнала от години, е тази на "U Scerìff" (Шерифът), която се ражда около 50-те и 60-те години на миналия век като знак за икономическото благосъстояние на онези времена и наследство от изобилието на холивудските уестърн герои.
Крал Куоралдино е първата маска на героя от карнавала в Коратино, направена в папиемаше от члена на pro loco Франческо Диаферия. Днес тя е и логото на карнавала в Корато, вдъхновено от герба на община Корато с четирите кули и централното сърце. Името „Cuoraldino” напомня централното сърце на герба и едно от най-разпространените имена в Корато – Алдино, което е умалително от Каталдо, както и името на светеца-покровител на града.
В Саленто има изобилие от маски: Lu Pagghiùsë и Gibergallo di Масафра, u Titoru от Галиполи, дон Панкрацио Кукузиело (или Бишелиезе) от Бишелие, l Sciacuddhuzzi от Арадео, l Casaranazzu от Казарано.
Помни се и Ze' Peppe от Карнавала в Манфредония.

Във Фоджа първият карнавал е организиран през 1948 г. в Борго Крочи; оттогава има седем типични карнавални маски на Фоджа: u Moneche cercande, a Pacchianèlle, Menille, Ursitte stagnarille, Sciammi sciamme, Zechille, Peppuzze.
- Фаринела
- Гибергало и Лу Пагиузе

### Сардиния
Сардиния е пълна с маски с архаични черти и чиято традиция е винаги жива. Тези маски са били главно част от свещени и умилостивителни ритуали, свързани със селския живот и цикъла на живота и сезоните. Следователно плодородието, животът, смъртта, дяволът, борбата между животните, опитомяването на животните от овчаря (символ на това как чрез сила човек се опитва да надделее и да се наложи) представляват най-повтарящите се. Днес е възможно да станеш свидетел на тези ритуали по време на фестивала на карнавала (или Carrasecare), който се празнува в Сардиния по различно време на годината.
В допълнение към фигурата на човек, чието лице обикновено е почерняло от пепел или камуфлажно от предимно черна маска, има и животинска фигура: от типичната и класическа фигура на овцата до по-повтарящата се маска на S'Urtzu или Orcus, на латински като Sos Urthos и sos Buttudos от Фони, S'Urtzu и is Sonaggiaos от Ортуери, S'Urtzu и sos Bardianos от Ула Тирсо и в карнавала на Сеуи, S'Urtzu и Sos Colonganos от Аустис), а също и дивата свиня, която в ритуала обикновено се хваща и убива от ловци. Освен това можем да се намери прасето (Sa mask и porcu от Олцай), котката ( Sa mask и gattu от Саруле), човекът заек в Is Facciolas от Вилапуцу, чиято маска произхожда от дионисиевия култ, отново еленът в Is Cerbus от Синай, който инсценира архаичния ритуал на предците на своя лов. В повечето случаи маската обикновено се свързва с дреха, наречена маструка, направена главно от овча кожа (черна и/или бяла в зависимост от вида на маската), но също и от други животни (лисица, заек, коза, дива свиня), придружени от кравешки звънци от различни видове и размери, поставени на кръста и гърба: в някои случаи класическите кравешки звънци се заменят с животинска кост (напр. маската Su Colonganus от Аустис) или миди (като Sos Cotzulados от Кулиери).

Могат да се преброят повече от 50 традиционни маски. В южната част на острова, особено в района на Каляри, маските са били типични за градския живот, като sa dida (дойката), su macu (лудият), su tiaulu (дяволът), sa viuda (вдовицата), s 'arregateri (вехтошарят), su moru (тъмнокосият), sa gatu (котката), su piscadori (рибарят), sa panetera (пекарят), su paliatzu (клоунът), su cademini (просякът), su dotori (лекарят), su sabateri (обущарят), su piciocu de crobi (момчето), su bandidori (пратеникът) и др. В други градове на Сардиния обаче сред най-известните са емоционалните Mamuthones и Issohadores от карнавала в Мамояда, Boes и Merdules, които с енигматичната sa Filonzana са маските на карнавала в Отана. Тъмната маска на карнавала в Гуспини се нарича Cambas de Linna, т.е. дървени крака, и винаги е придружавала най-новите алегорични коли, докато тази на Сартилия от Ористано е su Cumponidori с обезпокоителен андрогинен вид. Карнавалът в Темпио Паузания вижда присъствието на lu Traicoggju – архаичен синтез между анималистична фигура и демонична маска, Réula (строй мъртви) и lu Linzolu cupaltatu – женска фигура, увита в чаршаф и следователно неузнаваема и без задръжки. Не по-малко важни са маските на карнавала в Ололай, наречени Sos Bumbonesː Sos Truccos или Sos Turcos, Maria Vressada, Maria Ishoppa и Sa Mamm'e и su Sole. Тези маски са женски фигури, представени от мъже, обвити в бяла дантела, докато на раменете си носят пелерина и червен, лилав и син шал. Има и други маски, присъстващи на територията на острова: su Maimulu от Гайро и Уласай, O'Sincu S'Attitidu от Боза, Sos Tumbarinos от Гавои , S'Ainu Orriadore от Скано ди Монтиферо (преоткрита през 1980 г.), Sos Thurpos в Оротели, Su Maimone в Онифери, Sas Mascheras a lenzolu в Айдоаджоре, Sas Mascaras Nettas и Sas Mascaras Bruttas от Лоде, Is Mustayonis и s'Orcu Foresu в Сесту, Sos Intintos в Овода и Тиана, Is Scruzzonis в Сиургус Донигала (тържествено открита през 2012 г., по време на зимния карнавал в селото, но от стар произход), Su Traigolzu в Синдия, Sos Bundos в Орани, който представлява единствения герой от карнавала в Сардиния, който крие лицето си под маска, направена изцяло от корк, с дълги рога, нос голям и остър, с козя брадичка и фалшиви мустаци.
- Мамутоне
- Мамутоне и Исохадоре
- Бое
- Мердуле
- Мамуцоне
- Маймулу
- Кумпонидори
- Айну Ориадоре
- Турпу
- Са Филондзана
- Маймулу (Гайро)

### Сицилия
В Сицилия маската par excellence е Бепе Напа от Комедия дел арте – подигравателен, мързелив, но способен на неподозирани скокове и акробатични танци, ако трябва да си набави онези храни, които обича. Различни сицилиански градове се състезават за раждането му и маската му се празнува тържествено по време на карнавала в Шака. Миникаруцата на Бепе Напа е най-обичаната от жителите на Саченца и в последния ден от празненствата е изгорен. Подобна фигура на глупав слуга е Паскуино – маска на сицилианския диалектен театър, който се играе от известния актьор от 19 век Джовани Грасо; сицилианският Паскуино не трябва да се бърка с римския му омоним. Трябва също да се посочи "U Scaccíuni" – традиционна маска от Катафи (подселище на Сан Филипо дел Мела), от турски произход, с над 500-годишна история.
Нетрадиционна, тъй като е създадена едва през 2004 г., е официалната маска на карнавала в Акуедолчи – Доротео, забавен и смел, изобразен седнал на своя трон, който е замъкът на града. Той държи своя скиптър от захарна тръстика, с който защитава страната от беди.

Има и Джуфà, чиито забавни истории са разказани и от етнолога Джузепе Питре, известен изследовател на сицилианските традиции.
- Кладата на Пепе Напа на карнавала в Шака

### Тоскана
Двете маски от Тоскана имат много различен произход. Стентерело идва от Комедия дел арте и представя флорентинския обикновен човек с ниско качество, който, потиснат от нещастия и несправедливост, винаги има в себе си силата да се смее и да се шегува. Другата маска е Бурламако, роден през 1930 г. като символ на карнавала във Виареджо заедно с партньорката си Ондина.

От не по-малко значение е Касандро – сиенска маска от Комедия дел арте, родена през втората половина на 16 век. Лековерна и глупава, толкова коварна и разваляща празника, тази маска често е била пречка за любовните истории между младите.
- Стентерело
- Бурламако

### Трентино-Алто Адидже
Трентино-Алто Адидже е регион, богат на карнавални маски, които тук приемат формата на алпийския карнавал. Сред най-важните са matoci от Валфлориана и много високият и впечатляващ Schnappviechern от Термено, Салорно и Нова Леванте, наричан още Wudelen; те са чудовища с космати глави и големи усти, които се отварят и затварят, издавайки характерен шум. В парада, известен като Егетман, има и маски от типа на див човек и мечка. Карнавалът във Вал ди Фаса също е пълен с типични маски: marascons, bufon, lachè, arlekin, pajazi, facères da bèl e facères da burt.
- Паметник на Егетман; представен е wudelen.
- Манекен, представляващ „див човек" (Музей на навиците и обичаите на хората от Трентино)

### Умбрия
Перуджанецът Барточо е най-известната маска на Умбрия – груб, но прозорлив, весел и мъдър, бич на разпуснатите нрави, но и на лошите администратори; той е главният герой на типичните барточати на перуджанския карнавал, която осмива всички и всичко.

На карнавала в Авиляно Умбро през 2015 г. се появяват четири умбрийски маски от Комедия дел арте, свързани с четирите района на града: Назоторто, Назоачакатo, Кикирикела и Розалинда. Те могат да бъдат проследени до детска песен от 16 век и говорят на диалекта на онази част от Умбрия, която се простира от долината на Горен Тибър до Конка Тернана. Портокаловите сладки "Chicchirichella" във формата на шапката на Кикирикела също са родени в Монтекастрили.
- Назоторто
- Назоачато
- Кикиричела
- Розалинда

### Вале д'Аоста
Във Вале д'Аоста най-известните маски са тези от карнавала Комб Фроад: Landzette, типична за долините Валпелин и Гран Сан Бернардо. Те осмиват униформата на наполеоновите войски, които сеят ужас при преминаването им през май 1800 г. Според друга традиция обаче костюмите са измислени, за да отпразнуват двама по-възрастни селяни, които са решили да се оженят: Lo toc и Latouch. Мечката и Арлекино също са част от Bènda (карнавалното шествие, съставено от маскирани групи, наречени patoille), както е типично за алпийските карнавали.
- Ландзете
- Планински карнавали през 2012 г. Аоста

### Венето
Венето във Венеция, със своя исторически карнавал, известен в международен план, има известни маски, идващи от Комедия дел арте: Панталоне, дъщеря му Розаура и хитрата слугиня Коломбина; Арлекино и Бригела, въпреки че идват от Бергамо, имат и венецианско гражданство, тъй като според традицията са работили като слуги във венецианската столица.
Баута е древната маска за лице, която гарантира анонимност на участниците във венецианския карнавал; носи се с шапка с тривърха шапка на главата и черно наметало, наречено табард.
Във Венеция жените на карнавала са носели черен кадифен овал, наречен „морета“, който се е държал близо до лицето, без да се използват връзки. Тази маска е била ценена както от аристократични, така и от скромни жени. Черният цвят подчертавал венецианската руса коса. Тя е била особено ценена от мъжете и именно в писанието на Джузепе Боерио от 19 век намираме причината: „Морета е прикрепена към лицето, държейки малко копче в устата, което се намира в пространството, където устата трябва да бъде“. Дамата, когато иска да сложи маската, затова пази пълно мълчание.
Характерна маска на венецианския карнавал е mattasin, който е вид клоун с бяла или многоцветна дреха, лека и къса, с шапка с перо на главата. Матачините във Венеция са били известни с хвърлянето на "ovi perfumei" (ароматизирани яйца), които хвърляли с прашки. Обичаят е бил толкова разпространен, че около тези герои се създава истински пазар: има стотици улични търговци на тези ароматни яйца, които са хвърляни към балконите, заети от приятели, познати и влюбени момичета.
Типични за карнавала във Верона са Фраканапа, Мастро Согар и Папа дел Ньоко.

Типичните маски за алпийски карнавали са широко разпространени във Венецианските Алпи: Zinghenésta (което също показва самия фестивал), matazin, наричан още matacinc или matel, lakè, roncer, puster, pajazi, ber, коминочистачи, грозните и красивите. От Сапада (сега във Фриули-Венеция Джулия) е Ròllate .
- Панталоне
- Колумбина
- Папа дел Ньоко
- Zinghenésta
- Баута
- Морета
- Матасин